# Energetická aukce
Energetická aukce je způsob výběru dodavatele elektřiny nebo plynu, kdy více odběratelů hledá dodavatele společně, takže mohou získat lepší nabídku, než kdyby postupovali jako jednotlivci. Na českém trhu s energiemi se aukce energií rozšířily zejména v letech 2018 a 2019. 
Aukce organizují zprostředkovatelé, proto při jejich sjednávání nelze využít ochrany spotřebitele, kterou poskytuje energetický zákon, zejména zrušení smlouvy na dodávku energií bez sankcí ve lhůtě do 15 dní od zahájení dodávek energií. Dozor nad nekalými praktikami u energetických aukcí provádí Česká obchodní inspekce (ČOI).
V první polovině roku 2019 výrazně přibylo podnětů ze strany spotřebitelů na regulátora trhu (ERÚ), které souvisely právě se zprostředkovateli a energetickými aukcemi, což ukazuje na častější problémy odběratelů v této oblasti. Přihlášky do aukcí bývají většinou závazné, a pokud odběratel odmítne uzavřít smlouvu s vysoutěženým dodavatelem, hrozí mu od zprostředkovatele pokuta.